# Steven T. Kuykendall

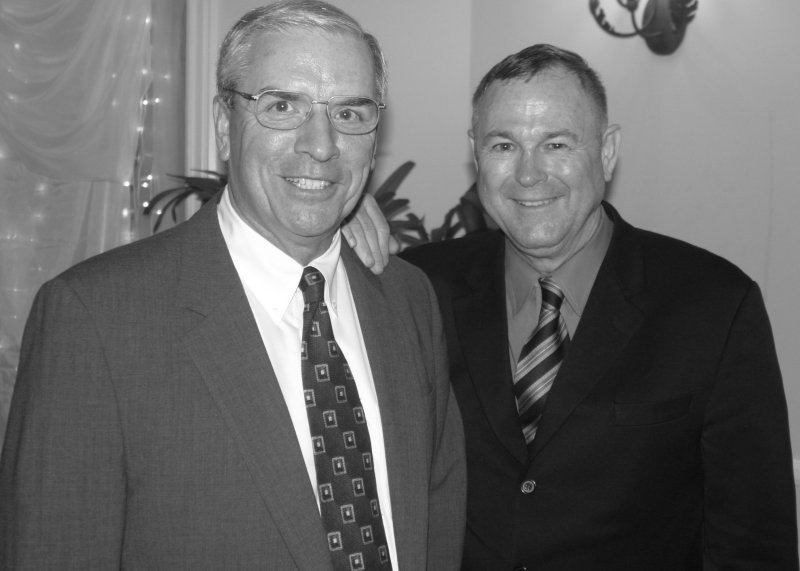
Steven T. Kuykendall (links) mit Dana Rohrabacher (2008)

Steven T. Kuykendall (* 27. Januar 1947 in McAlester, Oklahoma; † 23. Januar 2021 in Long Beach, Kalifornien) war ein US-amerikanischer Politiker (Republikaner). Zwischen 1999 und 2001 vertrat er den Bundesstaat Kalifornien im US-Repräsentantenhaus.

## Werdegang
Steven Kuykendall besuchte die Exeter Academy und studierte danach bis 1968 an der Oklahoma City University. Danach war er als Hauptmann beim United States Marine Corps zeitweise im Vietnamkrieg eingesetzt. Anschließend setzte er seine Ausbildung bis 1974 mit seinem Studium an der San Diego State University fort. Gleichzeitig schlug er als Mitglied der Republikanischen Partei eine politische Laufbahn ein. In Rancho Palos Verdes war er sowohl Stadtrat als auch Bürgermeister. Zwischen 1994 und 1998 saß er als Abgeordneter in der California State Assembly.
Bei den Kongresswahlen des Jahres 1998 wurde Kuykendall im 36. Wahlbezirk von Kalifornien in das US-Repräsentantenhaus in Washington, D.C. gewählt, wo er am 3. Januar 1999 die Nachfolge von Jane Harman antrat. Da er dieser im Jahr 2000 unterlag, konnte er bis zum 3. Januar 2001 nur eine Legislaturperiode im Kongress absolvieren. Die Wahl von 2000 war denkbar knapp: Harman erreichte 48 Prozent und Kuykendall 47 Prozent der Wählerstimmen.
Während der Regierungszeit von Präsident George W. Bush war Kuykendall als Marine-Unterstaatssekretär im Gespräch. Ansonsten ist er seit seinem Ausscheiden aus dem Kongress lange nicht in Erscheinung getreten; bei den Kongresswahlen des Jahres 2012 bewarb er sich im 47. Distrikt von Kalifornien um die Rückkehr ins Parlament, belegte aber nur den dritten Platz in der offenen Primary und verfehlte damit die Teilnahme an der Stichwahl.